# تپه نخود لخ
تپه نخود لخ مربوط به دوران‌های تاریخی پس از اسلام است و در شهرستان بوئین‌زهرا، روستای شاخدار واقع شده و این اثر در تاریخ ۲۵ اسفند ۱۳۷۹ با شمارهٔ ثبت ۳۱۲۵ به‌عنوان یکی از آثار ملی ایران به ثبت رسیده است.